# Varennes-sur-Usson
Varennes-sur-Usson är en kommun i departementet Puy-de-Dôme i regionen Auvergne-Rhône-Alpes i centrala Frankrike. Kommunen ligger i kantonen Sauxillanges som tillhör arrondissementet Issoire. År 2022 hade Varennes-sur-Usson 315 invånare.

## Befolkningsutveckling
Antalet invånare i kommunen Varennes-sur-Usson
| Referens: INSEE |